# Inoughissen
Inoughissen (în arabă اينوغيسن) este o comună din provincia Batna, Algeria.
Populația comunei este de 3.484 de locuitori (2008).